# Primož Pikl
Primož Pikl, slovenski smučarski skakalec, * 25. avgust 1982, Celje.
Pikl je v svetovnem pokalu nastopal med sezonama 2002/03 in 2011/12 ter se sedemindvajsetkrat uvrstil med dobitnike točk na posamičnih tekmah. Prvič je točke osvojil 28. novembra 2004, ko je bil 29. v Kuusamu, najboljšo uvrstitev pa je dosegel 25. marca 2007 s petnajstim mestom na planiški velikanki. Dan pred tem je postavil svoj osebni rekord 208 m. Na ekipnih tekmah je v svetovnem pokalu nastopil dvanajstkrat z najboljšo uvrstitvijo na četrto mesto, ki jo je dosegel trikrat. Nastopil je na Svetovnem prvenstvu 2007 v Saporu na ekipni tekmi, ko je slovenska reprezentanca zasedla deseto mesto. Za Slovenijo je nastopil na Zimskih olimpijskih igrah 2010 v Vancouvru, kjer je osvojil 8. mesto ekipno na večji skakalnici in 24. posamično na srednji skakalnici. 